# Königsbergs voetbalkampioenschap 1905/06
In 1905/06 werd het tweede Königsbergs voetbalkampioenschap gespeeld, dat georganiseerd werd door de Königsbergse voetbalbond. FC 1900 Königsberg werd kampioen. De club nam nog niet deel aan verdere regionale eindrondes. 
SC Ostpreußen trok zijn ploeg terug voor dit seizoen, maar keerde wel terug in het volgende seizoen. Het is niet bekend of SpVgg Königsberg een wedstrijd speelde. FC Prussia 1904 wijzigde de naam in SC Prussia 1904.

## Eindstand
| Plaats | Club                                | Wed.           | W              | G              | V              | Saldo          | Ptn            |
| ------ | ----------------------------------- | -------------- | -------------- | -------------- | -------------- | -------------- | -------------- |
| 1.     | FC 1900 Königsberg                  | 2              | 2              | 0              | 0              | 9:0            | 4:0            |
| 2.     | Sportzirkel Samland 1904 Königsberg | 3              | 1              | 0              | 2              | 4:11           | 2:4            |
| 3.     | SC Prussia 1904 Königsberg          | 1              | 0              | 0              | 1              | 2:4            | 0:2            |
| 4.     | SpVgg Königsberg                    | 0              | 0              | 0              | 0              | 0:0            | 0:0            |
| 5.     | SC Ostpreußen 1902 Königsberg       | Teruggetrokken | Teruggetrokken | Teruggetrokken | Teruggetrokken | Teruggetrokken | Teruggetrokken |

|  | Kampioen |